# Anna Holmström Degerman
Anna Holmström Degerman, född 11 december 1970 i Jokkmokk är en svensk författare som främst är känd för att skriva ungdomslitteratur.
Holmström Degerman föddes i Jokkmokk men växte upp i Umeå, Arjeplog och Arvidsjaur. Hon studerade språk på Uppsala universitet och sedan journalistik på Strömbäcks folkhögskola utanför Umeå. Efter att ha jobbat som journalist ett tag utbildade hon sig till bibliotekarie och började arbeta som skolbibliotekarie på Hörnefors bibliotek.
Holmström Degerman debuterade med ungdomsromanen Modighetsprovet 2008. Sedan dess har hon främst skrivit ungdomsböcker. Hennes första roman för vuxna, Länge hade jag för vana att gå tidigt till sängs, kom 2017.
År 2021 publicerades diktsamlingen Resten av livet har jag bara eftervärmen kvar. I den behandlar Holmström Degerman sorgen efter att hennes man gått bort.
Anna Holmström Degerman bor i Norrbyn i Umeå kommun.